# Бахрейн на летних Олимпийских играх 1984
Бахрейн на летних Олимпийских играх 1984 представлена Олимпийским комитетом Бахрейна (ОКБ). В заявке Бахрейна было представлено 10 спортсменов в четырёх видах спорта, но они не смогли завоевать ни одной медали.

## Состав олимпийской сборной Бахрейна

### Лёгкая атлетика
Спортсменов — 1
Мужчины
| Ахмед Хамада | 400 м с барьерами | 50.62 | 22 |  |  | Завершил выступление |

### Плавание
Спортсменов — 2
Мужчины
| Хамад Бадер | 100 м вольный стиль | 58,16   | 61 | Не прошёл | Не прошёл | Не прошёл | Не прошёл |
| Эса Фадель  | 100 м баттерфляй    | 1.13,27 | 53 | Не прошёл | Не прошёл | Не прошёл | Не прошёл |

### Современное пятиборье
Спортсменов — 3
Мужчины
| Спортсмен           | Конкур    | Конкур | Фехтование | Фехтование | Плавание  | Плавание | Стрельба  | Стрельба | Бег       | Бег   | Очки | Место |
| Спортсмен           | Результат | Место  | Результат  | Место      | Результат | Место    | Результат | Место    | Результат | Место | Очки | Место |
| ------------------- | --------- | ------ | ---------- | ---------- | --------- | -------- | --------- | -------- | --------- | ----- | ---- | ----- |
| Салех Султан Фараж  | 1070      | 8      | 890        | 9          | 1160      | 28       | 978       | 10       | 814       | 50    | 4912 | 25    |
| Абдулрахман Хассим  | 916       | 40     | 494        | 50         | 1132      | 35       | 1022      | 7        | 926       | 47    | 4490 | 40    |
| Набил Салех Мубарак | 1018      | 26     | 692        | 39         | 932       | 50       | 846       | 38       | 976       | 40    | 4464 | 41    |

Командное первенство
| Спортсмен                                                 | Конкур    | Конкур | Фехтование | Фехтование | Плавание  | Плавание | Стрельба  | Стрельба | Бег       | Бег   | Очки | Всего  | Место |
| Спортсмен                                                 | Результат | Место  | Результат  | Место      | Результат | Место    | Результат | Место    | Результат | Место | Очки | Всего  | Место |
| --------------------------------------------------------- | --------- | ------ | ---------- | ---------- | --------- | -------- | --------- | -------- | --------- | ----- | ---- | ------ | ----- |
| Салех Султан Фараж Абдулрахман Хассим Набил Салех Мубарак | 1070      | 8      | 890        | 14         | 1160      | 13       | 978       | 5        | 814       | 17    | 4912 | 13 908 | 13    |
| Салех Султан Фараж Абдулрахман Хассим Набил Салех Мубарак | 916       | 8      | 494        | 14         | 1132      | 13       | 1022      | 5        | 926       | 17    | 4490 | 13 908 | 13    |
| Салех Султан Фараж Абдулрахман Хассим Набил Салех Мубарак | 1018      | 8      | 692        | 14         | 932       | 13       | 846       | 5        | 976       | 17    | 4464 | 13 908 | 13    |

### Стрельба
Спортсменов — 3
Мужчины
| Спортсмен            | Дисциплина                          | Соревнования | Соревнования | Соревнования | Соревнования | Всего | Всего |
| Спортсмен            | Дисциплина                          | Очков        | Место        | Очков        | Место        | Очков | Место |
| -------------------- | ----------------------------------- | ------------ | ------------ | ------------ | ------------ | ----- | ----- |
| Мохамед Абдул Рахман | Скорострельный пистолет 25 м        | 272          | 50           | 263          | 54           | 535   | 51    |
| Али Аль Халифа       | Скорострельный пистолет 25 м        | 252          | 54           | 254          | 55           | 506   | 55    |
| Али Аль Халифа       | Пневматическая винтовка 50 м (лежа) |              |              |              |              | 544   | 71    |
| Абдулла Али          | Пневматическая винтовка 50 м (лежа) |              |              |              |              | 561   | 70    |
| Салман Аль Халифа    | Трап                                |              |              |              |              | 76    | 70    |